# Adiós a todo eso
Adiós a todo eso es una autobiografía de Robert Graves que apareció por primera vez en 1929, cuando el autor tenía 34 años.  "Fue mi amarga despedida de Inglaterra", escribió en un prólogo de la segunda edición revisada de 1957, "donde recientemente había roto muchas convenciones".  El título también puede indicar la desaparición de un antiguo orden tras el cataclismo de la Primera Guerra Mundial, las supuestas insuficiencias del patriotismo, el interés de algunos por el ateísmo, el feminismo, el socialismo y el pacifismo, los cambios en la vida matrimonial tradicional y, no menos importante, el surgimiento de nuevos estilos de expresión literaria, son todos temas tratados en la obra, que influyeron directamente sobre la vida de Graves. El tratamiento nada sentimental y frecuentemente cómico de las banalidades e intensidades de la vida de un oficial del ejército británico en la Primera Guerra Mundial dio a Graves fama,  notoriedad y seguridad financiera,  pero el tema del libro es también su historia familiar, su infancia, escolarización e, inmediatamente después de la guerra, vida matrimonial temprana; todas ellas fases que dan testimonio del "modo particular de vivir y pensar" que constituye una sensibilidad poética. 
A Laura Riding, la amante de Graves, se le atribuye el mérito de haber sido una "partera espiritual e intelectual" de la obra.  Graves, en una entrevista de 1969, afirmó que "reescribió por completo" el libro -"cada frase"- cuando fue reeditado en la década de 1950, sugiriendo que el proceso de coescribir The Reader Over Your Shoulder lo había hecho más consciente de ello y decidido a rectificar las deficiencias de su propio estilo. 

## Vida antes de la guerra
Graves se dedicó a la escalada y afirmó que "el deporte hacía que todos los demás parecieran triviales". Su primera ascensión fue Crib y Ddysgl,  seguida de las ascensiones a Crib Goch  e Y Lliwedd.   : 61–66 
Graves continúa afirmando: "En las escuelas públicas y preparatorias inglesas, el romance es necesariamente homosexual. El sexo opuesto es despreciado y tratado como algo obsceno. Muchos niños nunca se recuperan de esta perversión. Por cada uno que nace homosexual, el sistema de escuelas públicas crea al menos diez pseudohomosexuales permanentes: nueve de estos diez tan honorablemente castos y sentimentales como yo".  : 19 

## Experiencias en tiempos de guerra

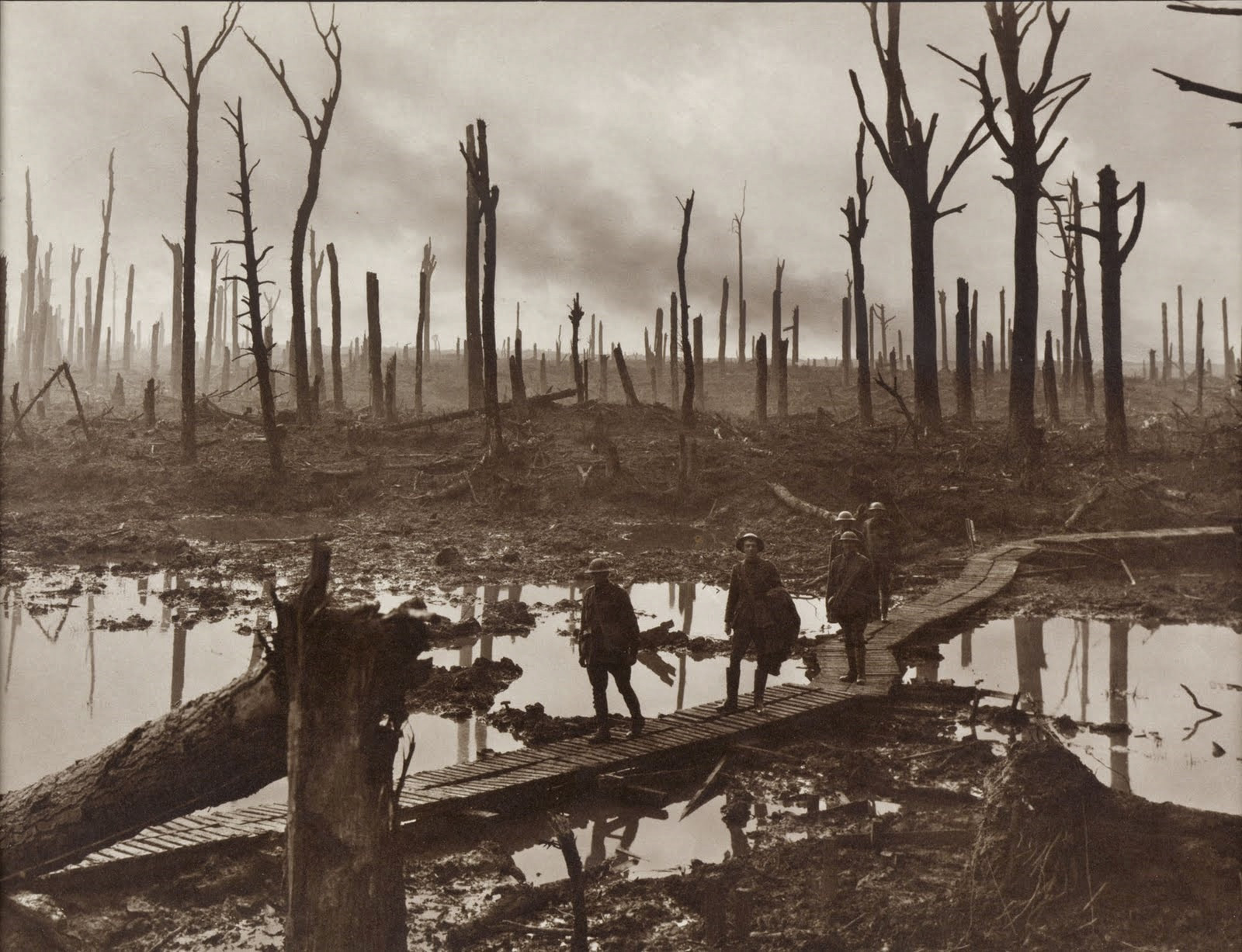
Chateau Wood, Ypres, 1917.

Gran parte del libro está ocupada por su experiencia de la Primera Guerra Mundial, en la que Graves sirvió como teniente y luego capitán de los Royal Welch Fusiliers,  con Siegfried Sassoon. Adiós a todo eso proporciona una descripción detallada de la guerra de trincheras, incluida la trágica incompetencia en la Batalla de Loos, la guerra química, y los encarnizados combates en la primera fase de la Batalla del Somme. En un momento, Graves está de acuerdo con su sargento mayor de compañía: "Por supuesto, es asesinato, maldito tonto, y no hay nada más para ello, ¿verdad?"  : 141–168, 205–226 
Graves afirmó: "Al menos uno de cada tres de mi generación en la escuela murió, porque todos aceptaron comisiones tan pronto como pudieron, la mayoría de ellos en la infantería y el Royal Flying Corps. La esperanza de vida promedio de un subalterno de infantería en el frente occidental en algunas etapas de la guerra, era sólo de unos tres meses; para entonces ya había sido herido o muerto".  : 59 
Con respecto a las condiciones de las trincheras y las ratas que se reproducían en Cuinchy,  Graves afirmó: "Subieron del canal, se alimentaron de los abundantes cadáveres y se multiplicaron enormemente".  : 138 

### Heridas
Graves resultó herido en la batalla del Somme,  mientras conducía a sus hombres por el cementerio de la iglesia de Bazentin-le-petit  el 20 de julio de 1916. La herida inicialmente pareció tan grave que las autoridades militares informaron erróneamente a su familia que había muerto. Mientras lloraba su muerte, la familia de Graves recibió noticias suyas de que estaba vivo y publicó un anuncio en ese sentido en los periódicos. Más tarde, Graves lamentó haber omitido en el libro el nombre del soldado que lo había rescatado, Owen Roberts. Los dos se volvieron a encontrar cincuenta años después en una sala de hospital en la que ambos habían sido ingresados para una cirugía, después de lo cual Graves firmó la copia del libro de Roberts, dándole a Roberts todo el crédito por salvarle la vida. 

### Supuestas atrocidades
Graves también habló de las atrocidades cometidas durante la guerra en Adiós a todo eso. Escribió que entre sus compañeros de tropa, la propaganda aliada sobre atrocidades, como los informes sobre la violación de Bélgica, era ampliamente descreída (definiendo "atrocidades" en el libro como violencia sexual, mutilación y tortura en tiempos de guerra en lugar de ejecuciones sumarias). Graves también señaló que si "la lista de atrocidades tuviera que incluir bombardeos o ametrallamientos accidentales e intencionados contra civiles desde el aire, los aliados ahora estaban cometiendo tantas atrocidades como los alemanes". Al observar a civiles franceses y belgas que mostraban partes del cuerpo de soldados británicos supuestamente mutilados por las tropas alemanas, argumentó que era más probable que fueran el resultado de bombardeos indiscriminados.  : 183–184 

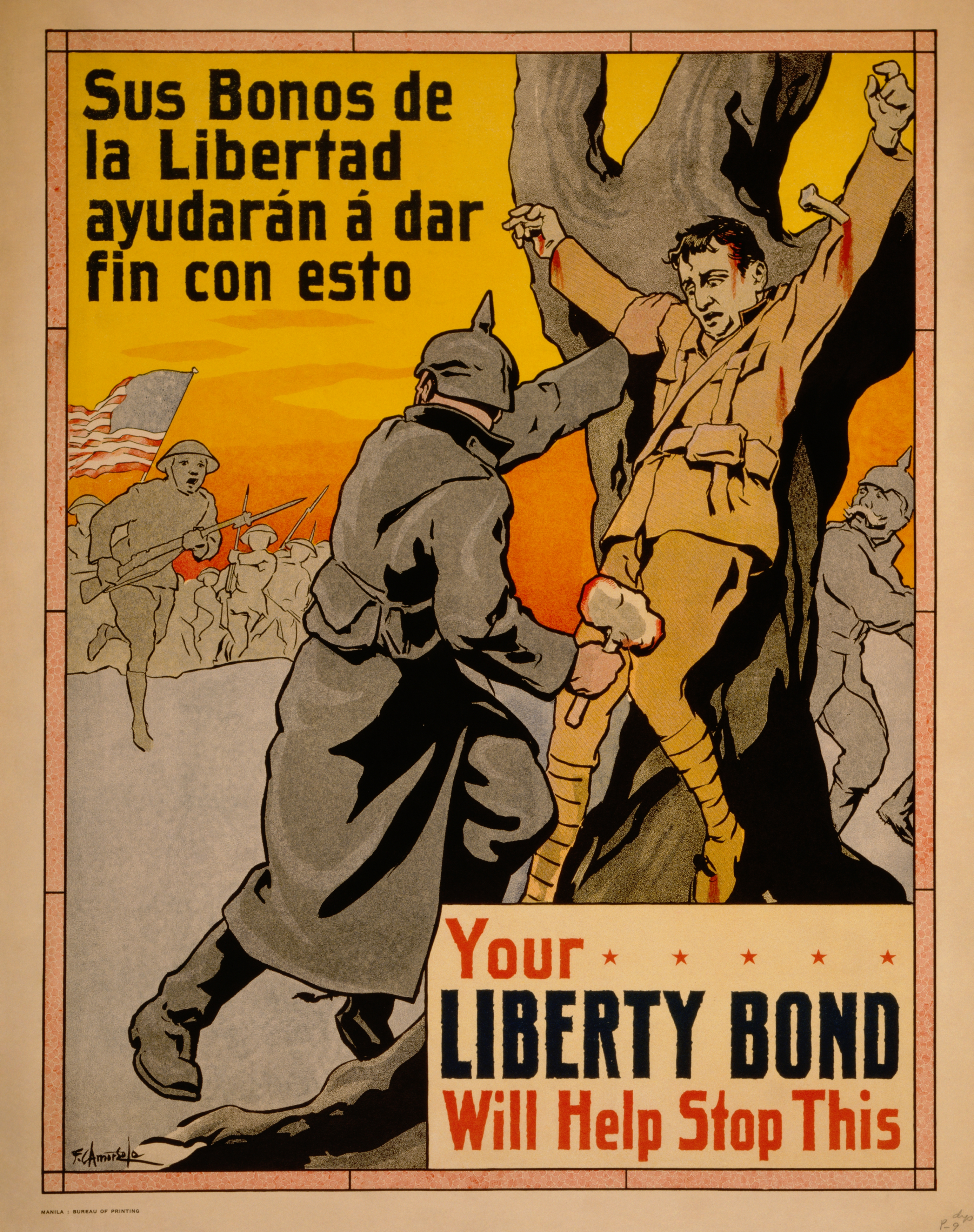
Cartel propagandístico estadounidense de Filipinas que representa al soldado crucificado.

Aunque el otro bando consideró "atroces" el uso alemán de cuchillos dentados y el despliegue británico de balas expansivas, Graves afirmó que la verdadera oportunidad para que los soldados de ambos bandos cometieran "verdaderas atrocidades" sólo se daba cuando escoltaban a los prisioneros de guerra a las líneas de retaguardia. "Casi todos los instructores en el comedor", escribió, "podían citar casos específicos de prisioneros asesinados en el camino de regreso. Los motivos más comunes, al parecer, eran la venganza por la muerte de amigos o parientes, los celos por el viaje del prisionero a un cómodo campo de prisioneros en Inglaterra, entusiasmo militar, miedo de ser repentinamente superado por los prisioneros o, más simplemente, impaciencia con el trabajo de escoltar". De manera similar, "si una patrulla alemana encontraba a un hombre herido, lo más probable era que no le degollaran". Sin embargo, si los prisioneros de guerra llegaban a su destino, eran bien tratados durante los interrogatorios.  : 131, 183–184 
En el libro, Graves afirmó que las tropas australianas y canadienses tenían la peor reputación por sus atrocidades contra los prisioneros de guerra alemanes. Contó dos anécdotas de primera mano de un escocés-canadiense y un australiano, quienes le contaron cómo asesinaban a prisioneros alemanes mientras los escoltaban utilizando bombas Mills. Los soldados canadienses se sintieron motivados a cometer atrocidades contra los prisioneros de guerra debido a la historia de "El soldado crucificado",  que Graves y sus compañeros soldados también se negaron a creer. También añadió que sabíamos que "el uso de "tropas de color semicivilizadas en Europa era, desde el punto de vista alemán, una de las principales atrocidades aliadas. Simpatizamos".  : 184–185 

### Trauma de posguerra
Graves quedó gravemente traumatizado por su experiencia en la guerra. Después de ser herido en el pulmón por la explosión de un proyectil, soportó un miserable viaje en tren de cinco días sin cambiar las vendas. Durante el entrenamiento militar inicial en Inglaterra, recibió una descarga eléctrica de un teléfono que había sido alcanzado por un rayo, lo que le provocó durante los siguientes doce años tartamudear y sudar mucho si tenía que utilizar uno. A su regreso a casa, describe haber sido perseguido por fantasmas y pesadillas. 
Según Graves, "mi discapacidad particular era la neurastenia". Continuó diciendo: "Las cargas solían estallar en mi cama a medianoche... los extraños durante el día asumían los rostros de amigos que habían sido asesinados".  Cuando se le ofreció la oportunidad de unirse a George Mallory para escalar, Graves declinó: "Nunca más podría volver a arriesgar mi vida deliberadamente". 

## Respuestas críticas
Siegfried Sassoon y su amigo Edmund Blunden (cuyo servicio en la Primera Guerra Mundial había sido en un regimiento diferente) se sintieron ofendidos por el contenido del libro. Las quejas de Sassoon se relacionaban principalmente con la descripción que Graves hacía de él y su familia, mientras que Blunden había leído las memorias de J. C. Dunn  y las encontró en desacuerdo con Graves en algunos lugares.  Los dos hombres tomaron la copia de Blunden de Adiós a todo eso e hicieron notas marginales que contradecían parte del texto. Esa copia sobrevive y se encuentra en la Biblioteca Pública de Nueva York.  El padre de Graves, Alfred Perceval Graves, también indignado por algunos aspectos del libro de Graves, escribió una respuesta titulada Return to All That (Regresar a todo eso). 
El libro fue incluido en la Guía  de los 100 mejores libros de no ficción en inglés de Robert McCrum publicada por The Guardian. 